# Aquostic II: That's a Fact
Aquostic II: That's a Fact je dvaatřicáté studiové album anglické skupiny Status Quo. Vydáno bylo v říjnu roku 2016. Album navazuje na desku Aquostic (Stripped Bare) z roku 2014, obsahuje další starší písně z repertoáru skupiny, avšak v akustických verzích. Základní verze alba kromě toho obsahuje také dvě nové písně (na speciální verzi se nachází ještě jedna další nová). Speciální verze obsahuje například také šest koncertních nahrávek pořízených ve Stuttgartu. Původně se deska měla jmenovat Aquostic II: One More for the Road.

## Seznam skladeb
| Základní verze | Základní verze          | Základní verze                                           | Základní verze                                                 | Základní verze |
| Pořadí         | Název                   | Autor                                                    | Původní album                                                  | Délka          |
| -------------- | ----------------------- | -------------------------------------------------------- | -------------------------------------------------------------- | -------------- |
| 1.             | That's a Fact           | Francis Rossi, Bob Young                                 | Blue for You (1976)                                            |                |
| 2.             | Roll Over Lay Down      | Rossi, Rick Parfitt, Alan Lancaster, John Coghlan, Young | Hello! (1973)                                                  |                |
| 3.             | Dear John               | John Gustafson, Jackie Macauley                          | 1+9+8+2 (1982)                                                 |                |
| 4.             | In the Army Now         | Rob Bolland, Ferdi Bolland                               | In the Army Now (1986)                                         |                |
| 5.             | Hold You Back           | Rossi, Parfitt, Young                                    | Rockin' All Over the World (1977)                              |                |
| 6.             | One for the Road        | Bown                                                     | nová píseň                                                     |                |
| 7.             | Backwater               | Parfitt, Lancaster                                       | Quo (1974)                                                     |                |
| 8.             | One of Everything       | Bown                                                     | nová píseň                                                     |                |
| 9.             | Belavista Man           | Parfitt, John Edwards                                    | The Party Ain't Over Yet (2005)                                |                |
| 10.            | Lover of the Human Race | Rossi, Andy Bown                                         | Thirsty Work                                                   |                |
| 11.            | Ice in the Sun          | Marty Wilde, Ronnie Scott                                | Picturesque Matchstickable Messages from the Status Quo (1967) |                |
| 12.            | Mess of the Blues       | Doc Pomus, Mort Shuman                                   |                                                                |                |
| 13.            | Jam Side Down           | Terry Britten, Charlie Dore                              | Heavy Traffic (2002)                                           |                |
| 14.            | Resurrection            | Parfitt, Bown                                            | 1+9+8+2 (1982)                                                 |                |

| Speciální verze (obsahuje všechny písně z klasické verze doplněné o tyto) | Speciální verze (obsahuje všechny písně z klasické verze doplněné o tyto) | Speciální verze (obsahuje všechny písně z klasické verze doplněné o tyto) | Speciální verze (obsahuje všechny písně z klasické verze doplněné o tyto) | Speciální verze (obsahuje všechny písně z klasické verze doplněné o tyto) |
| Pořadí                                                                    | Název                                                                     | Autor                                                                     | Původní album                                                             | Délka                                                                     |
| ------------------------------------------------------------------------- | ------------------------------------------------------------------------- | ------------------------------------------------------------------------- | ------------------------------------------------------------------------- | ------------------------------------------------------------------------- |
| 15.                                                                       | Lies                                                                      | Rossi, Bernie Frost                                                       | Just Supposin' (1980)                                                     |                                                                           |
| 16.                                                                       | Little Dreamer                                                            | Rossi, Frost                                                              | Perfect Remedy (1989)                                                     |                                                                           |
| 17.                                                                       | Living on an Island                                                       | Parfitt, Young                                                            | Whatever You Want (1979)                                                  |                                                                           |
| 18.                                                                       | Is Someone Rocking Your Heart?                                            | Rossi/Young                                                               | nová píseň                                                                |                                                                           |
| 19.                                                                       | Rockers Rollin'                                                           | Parfitt, Jackie Lynton                                                    | Rockin' All Over the World (1977)                                         |                                                                           |
| 20.                                                                       | And It's Better Now (koncertní nahrávka)                                  | Rossi, Young                                                              | Hello! (1973)                                                             |                                                                           |
| 21.                                                                       | Pictures of Matchstick Men (koncertní nahrávka)                           | Rossi                                                                     | Picturesque Matchstickable Messages from the Status Quo (1968)            |                                                                           |
| 22.                                                                       | Don't Drive My Car (koncertní nahrávka)                                   | Parfitt, Bown                                                             | Just Supposin' (1980)                                                     |                                                                           |
| 23.                                                                       | Claudie (koncertní nahrávka)                                              | Rossi, Young                                                              | Hello! (1973)                                                             |                                                                           |
| 24.                                                                       | Whatever You Want (koncertní nahrávka)                                    | Parfitt, Bown                                                             | Whatever You Want (1979)                                                  |                                                                           |
| 25.                                                                       | Rocking All Over the World (koncertní nahrávka)                           | John Fogerty                                                              | Rockin' All Over the World (1977)                                         |                                                                           |

## Obsazení

### Status Quo
- Francis Rossi - kytara, zpěv
- Rick Parfitt - kytara, zpěv
- Andrew Bown - kytara, mandolína, harmonika, piano, zpěv
- John "Rhino" Edwards - baskytara, kytara, zpěv
- Leon Cave - bicí, kytara, zpěv

### Ostatní hudebníci
- Geraint Watkins - akordeon, melodica
- Martin Ditchman - perkuse
- Amy Smith - doprovodný zpěv
- Hannah Rickard - housle, doprovodný zpěv

### Smyčce
- Richard Benbow - aranžmá
- Lucy Wilkins - housle
- Howard Gott - housle
- Nicky Sweeney - housle
- Alison Dods - housle
- Rick Koster - housle
- Sophia Sirota - viola
- Sarah Willson - violoncello

### Technická podpora
- Mike Paxman - produkce
- Gregg Jackman - nahrávání, mixing
- Martin Haskell - mastering